# Terciární sektor
Terciární sektor nebo také sektor služeb je v 21. století největší sektor světového hospodářství. I když jeho definice není jednoznačná, zahrnuje například obchod, dopravu a komunikace, zdravotnictví, vzdělávání, služby informační, správní a vládní, finanční, pojišťovací, právní a další služby. Naproti tomu sekundární sektor zahrnuje výrobu a průmysl, kdežto primární sektor produkci potravin a těžbu surovin.

## Význam
Terciární sektor se považuje za nejdynamičtější složku hospodářství a jeho podíl na celku za charakteristiku vyspělosti země. Od 80. let 20. století lze pozorovat výrazný přesun těžiště právě do terciárního sektoru a někdy se hovoří i o terciarizaci.
Někteří ekonomové rozlišují samostatně ještě kvartérní sektor (tzv. znalostní sektor), který zahrnuje vědu, výzkum, vzdělávání a informační technologie.

## Tabulka sektorového rozdělení některých ekonomik
| Země / oblast  | primární | sekundární | terciární | primární | sekundární | terciární |
| -------------- | -------- | ---------- | --------- | -------- | ---------- | --------- |
| Svět           | 4 233    | 22 799     | 47 232    | 6 %      | 30,9 %     | 63,2 %    |
| EU             | 273      | 3 793      | 11 090    | 1,8 %    | 25 %       | 73,1 %    |
| USA            | 161      | 3 239      | 11 257    | 1,1 %    | 22,1 %     | 76,8 %    |
| Čína           | 1 029    | 4 730      | 4 337     | 10,2 %   | 49,6 %     | 43 %      |
| Německo        | 26       | 817        | 2 097     | 0,9 %    | 27,8 %     | 71,3 %    |
| Velká Británie | 15       | 474        | 1 684     | 0,7 %    | 21,8 %     | 77,5 %    |
| Francie        | 34       | 449        | 1 291     | 2 %      | 18,5 %     | 79,5 %    |
| Rakousko       | 5        | 98         | 230       | 1,5 %    | 29,4 %     | 69,1 %    |
| Polsko         | 25       | 238        | 458       | 3,4 %    | 33 %       | 63,5 %    |
| Česko          | 6        | 98         | 157       | 2,4 %    | 37,6 %     | 60 %      |